# (11121) Malpighi
(11121) Malpighi est un astéroïde de la ceinture principale.

## Description
(11121) Malpighi est un astéroïde de la ceinture principale. Il fut découvert le 10 septembre 1996 à Pianoro par Vittorio Goretti. Il présente une orbite caractérisée par un demi-grand axe de 2,20 UA, une excentricité de 0,15 et une inclinaison de 3,4° par rapport à l'écliptique.

## Compléments